# Luke Pomersbach
Luke Pomersbach (ur. 28 września 1984 w Bentley), australijski krykiecista, praworęczny odbijający, członek drużyny zachodnioaustralijskiej.  Po raz pierwszy reprezentował Australię 11 grudnia 2007 w meczu Twenty20 w dość niezwykłych okolicznościach – w reprezentacji miał grać Brad Hodge, który odniósł kontuzję w czasie treningu przed meczem i Pomersbach który przybył na mecz jako kibic ze swoją dziewczyną został powołany do drużyny w jego zastępstwie.